# Heinz Sandberg
Heinz-Wilhelm Sandberg (* 1920 oder 1921) war ein deutscher Jazz- und Unterhaltungsmusiker (Akkordeon, Piano) und Bandleader.

## Leben und Wirken
Sandberg, der zunächst Mitglied der Hitlerjugend war, arbeitete ab 1936 in Berlin im Orchester von Eugen Wolff, an dessen Plattenaufnahmen für Odeon er mitwirkte. Während der Kriegsjahre leitete er ein eigenes Kammer-Tanz-Orchester, mit dem er 1943 für Imperial Titel wie „Grand Hotel“, „Kleine Fische“, „Foxtrott-Studie“ und „Ich nenne alle Frauen ‚Baby‘“ einspielte. Seiner Studioband gehörten wahrscheinlich Rinus van den Broek, Fritz Petz, Nino Impallomeni (Trompete), Willibald Winkler, Erich Boehme (Posaune), Benny de Weille, Teddy Kleindin (Altsaxophon, Klarinette), Detlev Lais, Helmuth Friedrich (Tenorsaxophon), Primo Angeli (Piano), Meg Tevelian (Gitarre), Otto Tittmann (Bass) und Harry van Dyk (Schlagzeug) an. Im Bereich des Jazz war er zwischen 1936 und 1943 an 20 Aufnahmesessions beteiligt. 1944 spielte er in den Hamburger Bars Faun und Trichter Bar  mit Margot Friedländer und einer Swingband aus tschechischen Musikern Swing-Nummern wie „Cotton Pickers’ Congregation“ (Sid Phillips) unter dem unverfänglichen Titel Rhythmische Studie, A,B,C. Sandberg stand in dieser Zeit im Verdacht der NS-Behörden, im besetzten Norwegen vor deutschen Soldaten „ganz ungezügelt“ Swing gespielt zu haben. Anfang 1944 wurde er von der Gestapo arrestiert und der Wehrmacht überstellt; im August 1944 wurde er aus der Reichsmusikkammer ausgeschlossen. Den Kriegsdienst überstand er unversehrt; in der Nachkriegszeit leitete er in Hamburg unter dem Pseudonym Charlie Sanders ein Konzertagentur.